# 台東森林公園
台東森林公園，是臺灣的一座公園，共佔地280公頃，位於臺東縣臺東市北郊，位於卑南溪出海口右岸，與臺東海濱公園接壤，昔稱「黑森林」，因為整片區域因防風而種植木麻黃，遠看林相漆黑一片，感覺幽暗神秘而得名。

## 沿革
卑南溪因溪水長年沖刷，每年東北季風帶來大量細沙至臺東市，為了防止每年入秋後東北季風所帶來的沙塵瀰漫，從1960年代起，在岸邊種植木麻黃，形成一大片防風林，免除市區的沙塵之苦，同時亦提供民眾運動、休憩的場所。

## 湖泊
公園內有三座湖泊，分別為地下湧泉形成的「琵琶湖」、原本為沼澤濕地後經過整治的半天然湖「鷺鷥湖」，與人工興建能夠舉辦各項水域及鐵人競賽活動的「活水湖」。公園內並設有自行車道，穿越木麻黃林並連接三座湖泊。

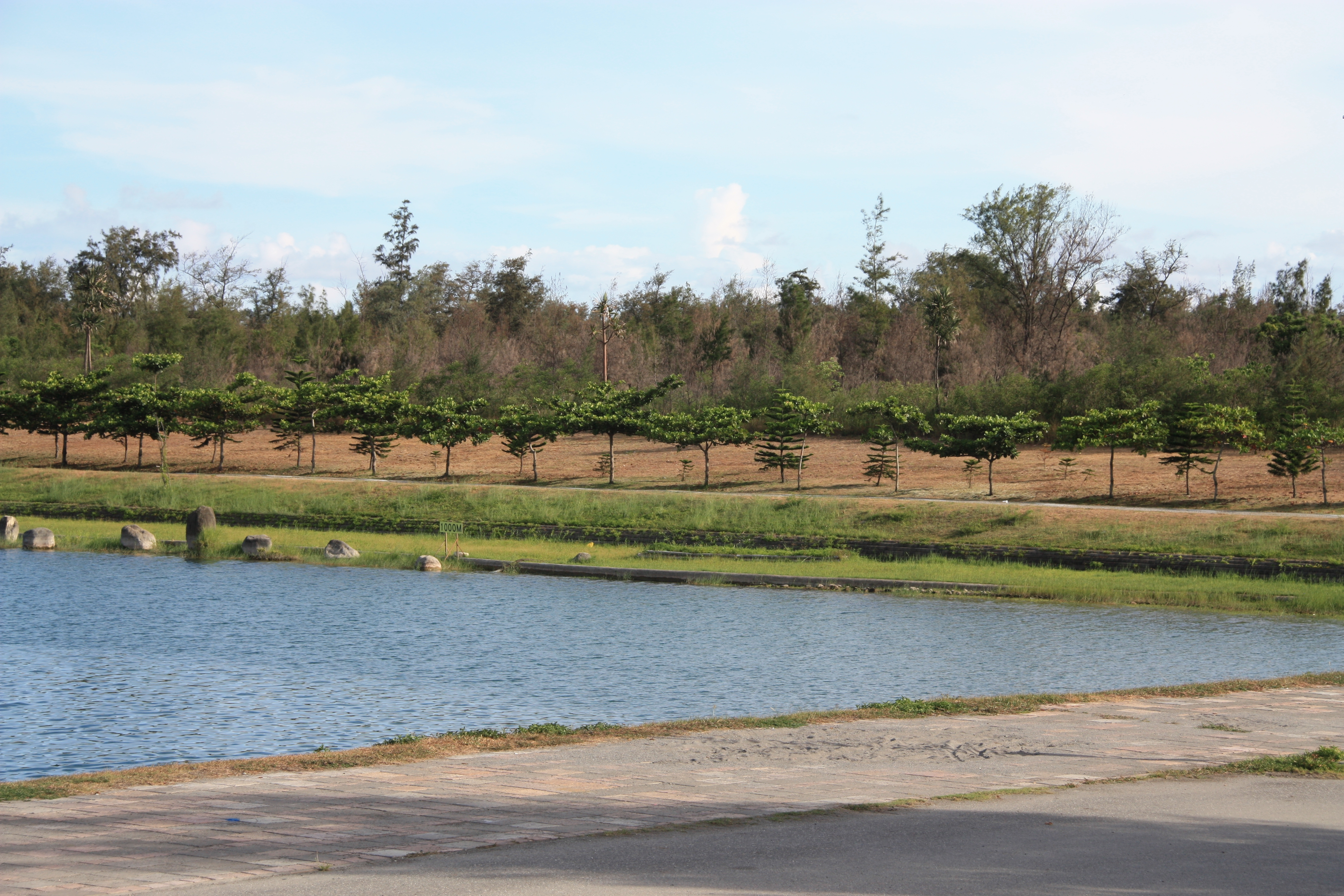
活水湖
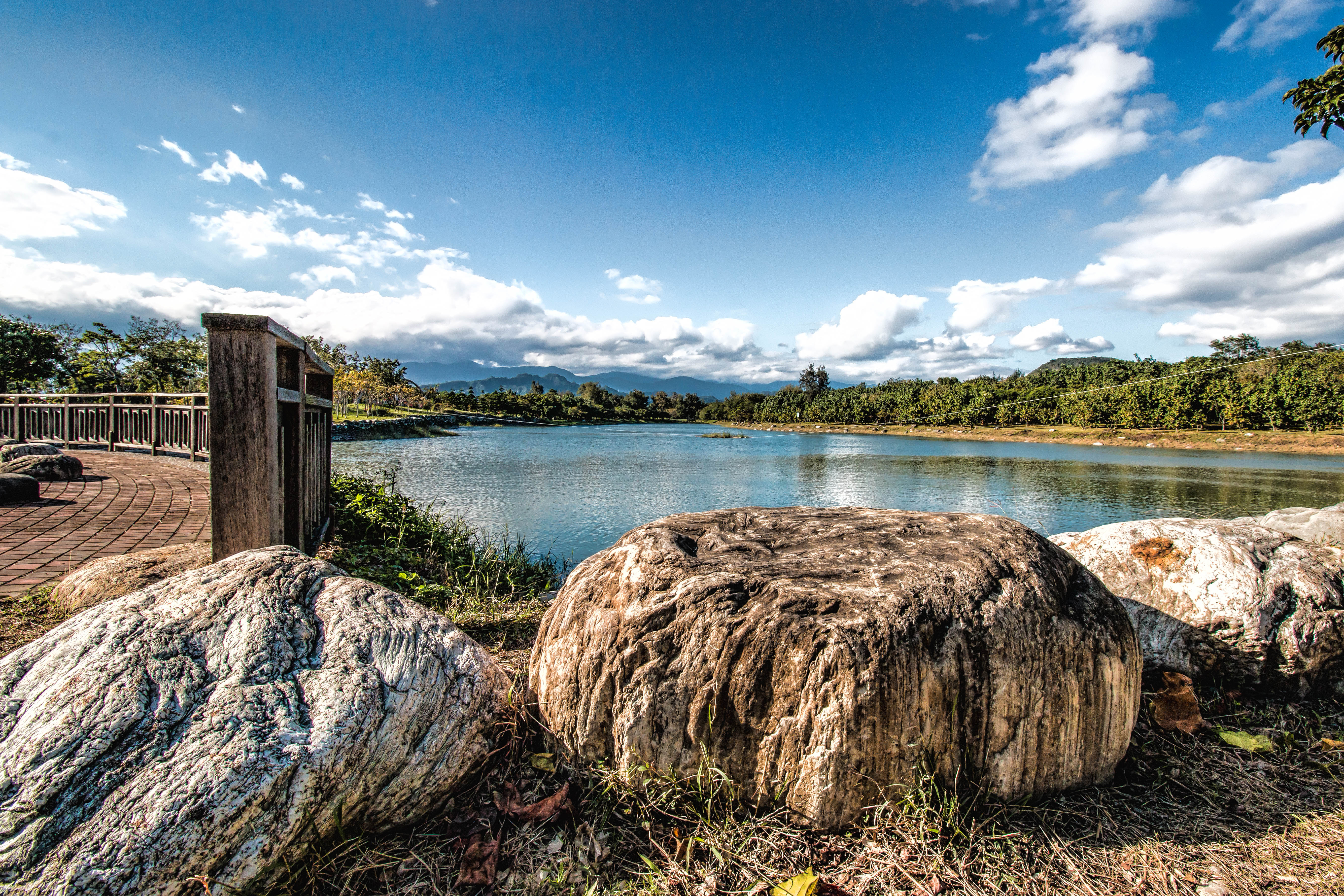
鷺鷥湖
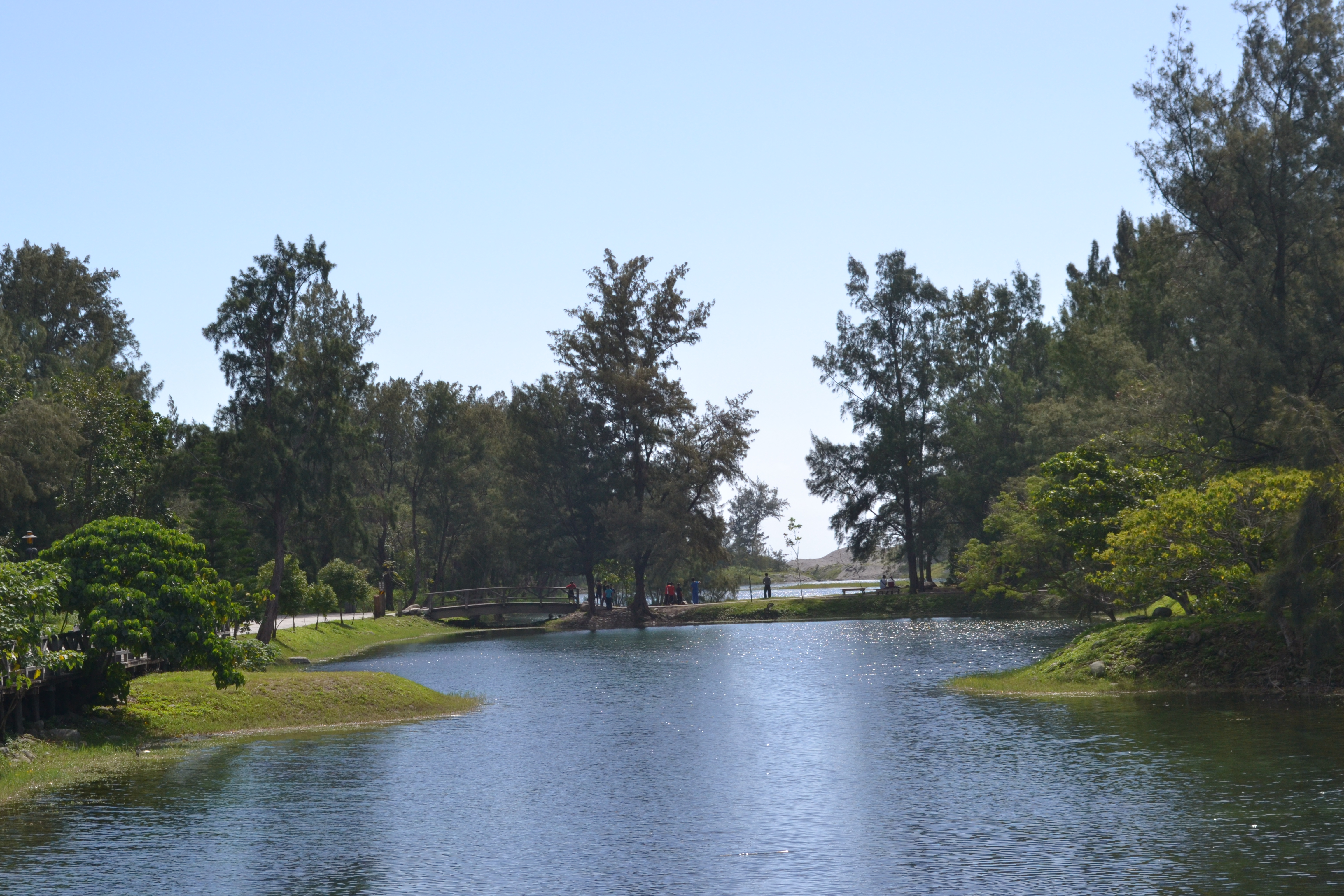
琵琶湖

## 外部連結
- 森林公園、活水湖、琵琶湖、鷺鷥湖 臺東市公所全球資訊網站 （页面存档备份，存于）
- 臺東森林公園 - 台東觀光旅遊網 （页面存档备份，存于）
- 臺東森林公園 - 交通部觀光署 （页面存档备份，存于）